# Martin Fanger
Pour les articles homonymes, voir Fanger.
Martin Fanger (né le 28 mars 1978) est un coureur cycliste suisse, spécialiste du VTT.

## Palmarès en VTT

### Championnats du monde
- Livigno 2005
  - 5e du relais par équipes
- Rotorua 2006
  -  Champion du monde du relais par équipes
  -  Médaillé d'argent du cross-country juniors
- Mont Sainte-Anne 2010
  - 7e du cross-country espoirs
- Pietermaritzburg 2013
  - 20e du cross-country
- Lillehammer-Hafjell 2014
  - 29e du cross-country eliminator
  - 54e du cross-country
- Laissac 2016
  - 13e du cross-country marathon

### Championnats d'Europe
- Kluisbergen 2005
  -  Médaillé d'argent du relais pas équipes
  -  Médaillé d'argent du cross-country juniors
- Chies d'Alpago 2006
  -  Champion d'Europe du relais par équipes
- Zoetermeer 2009
  - 9e du cross-country espoirs
- Haïfa 2010
  - 7e du cross-country espoirs
- Saint-Wendel 2014
  - 5e du relais pas équipes
  - 10e du cross-country
- Huskvarna 2016
  - 4e du cross-country

### Championnats nationaux
- 2005
  -  Champion de Suisse de cross-country juniors
- 2014
  -  Champion de Suisse de cross-country eliminator
- 2020
  -  Champion de Suisse de cross-country marathon

## Palmarès sur route
- 2015
  - 3e de la Ronde de Montauroux
- 2022
  - Silenen-Amsteg-Bristen